# Sakencyrtus longicaudus
Sakencyrtus longicaudus är en stekelart som beskrevs av Xu 2004. Sakencyrtus longicaudus ingår i släktet Sakencyrtus och familjen sköldlussteklar. Inga underarter finns listade i Catalogue of Life.